# Liti d'amore
Liti d'amore è un album del duo musicale italiano Juli & Julie, pubblicato dall'etichetta discografica Yep nel 1977.
L'album è realizzato sotto la direzione artistica di Elio Palumbo. Giulio Todrani e Angela Cracchiolo, componenti del duo, partecipano ciascuno alla composizione di 6 brani, mentre gli arrangiamenti sono curati da Giacomo Simonelli, che a sua volta firma 8 canzoni e dirige l'orchestra.

## Tracce

### Lato A
1. Liti d'amore
2. Piano piano, dolce dolce, forte forte
3. Noi due
4. Vai al diavolo
5. Tra di noi
6. Ciao

### Lato B
1. Amore mio perdonami
2. Serenata
3. Stare qui
4. Felici noi
5. Ci sei tu
6. Dedica